# Internationale Elektrotechnische Tentoonstelling van 1891

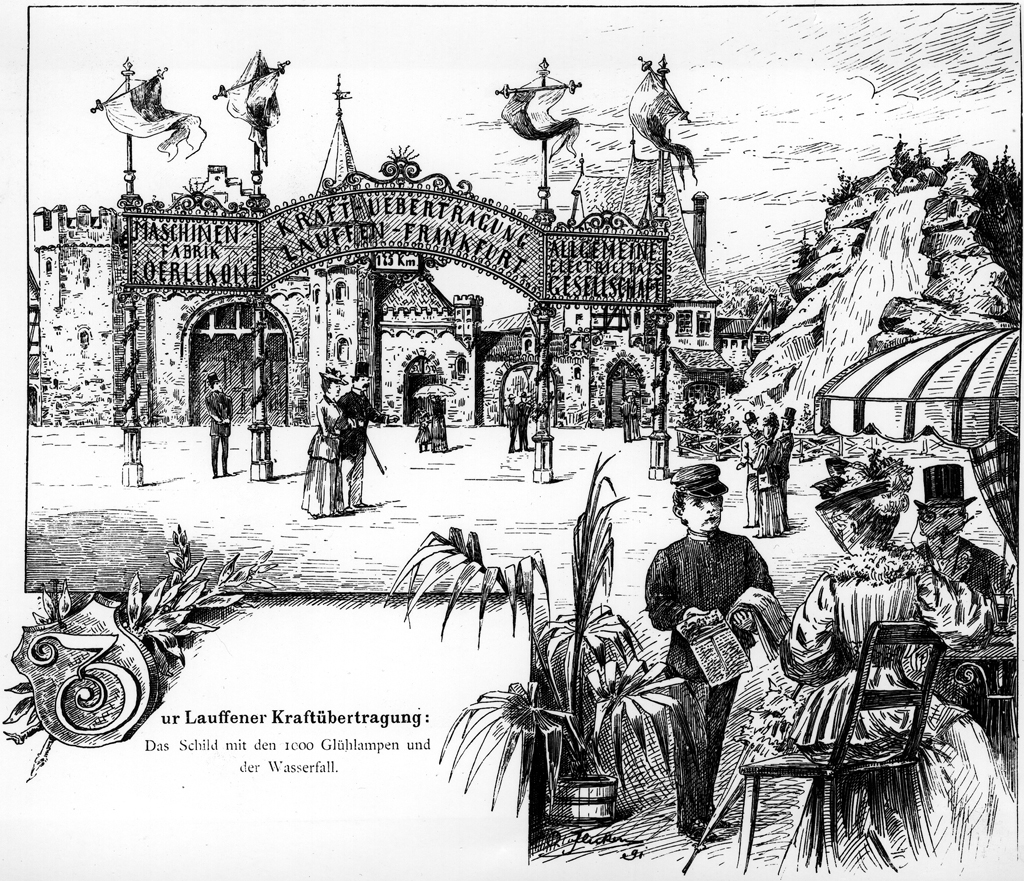
Ingang van de tentoonstelling met arcadeboog en elektrisch aangedreven waterval.

De Internationale Elektrotechnische Tentoonstelling van 1891 van 16 mei tot 19 oktober op de terreinen van de toenmalige Frankfurter Westbahnhöfe in Frankfurt am Main was een tentoonstelling die een mijlpaal was in de elektriciteitsdistributie. 
De triomf van de draaistroom werd getoond in Europa tijdens deze tentoonstelling. Michail Doliwo-Dobrowolski gebruikte zijn wisselstroomprincipe om elektrische energie te transporteren over een afstand van 176 km, van Lauffen am Neckar naar Frankfurt, met een rendement van 75%. Om dit mogelijk te maken, creëerde en bouwde hij een driefasentransformator en ontwierp hij bij Lauffen 's werelds eerste driefasen-, door waterkracht aangedreven, elektriciteitscentrale. Hiermee legde hij de basis van het huidige elektriciteitsnet.

## Afbeeldingen

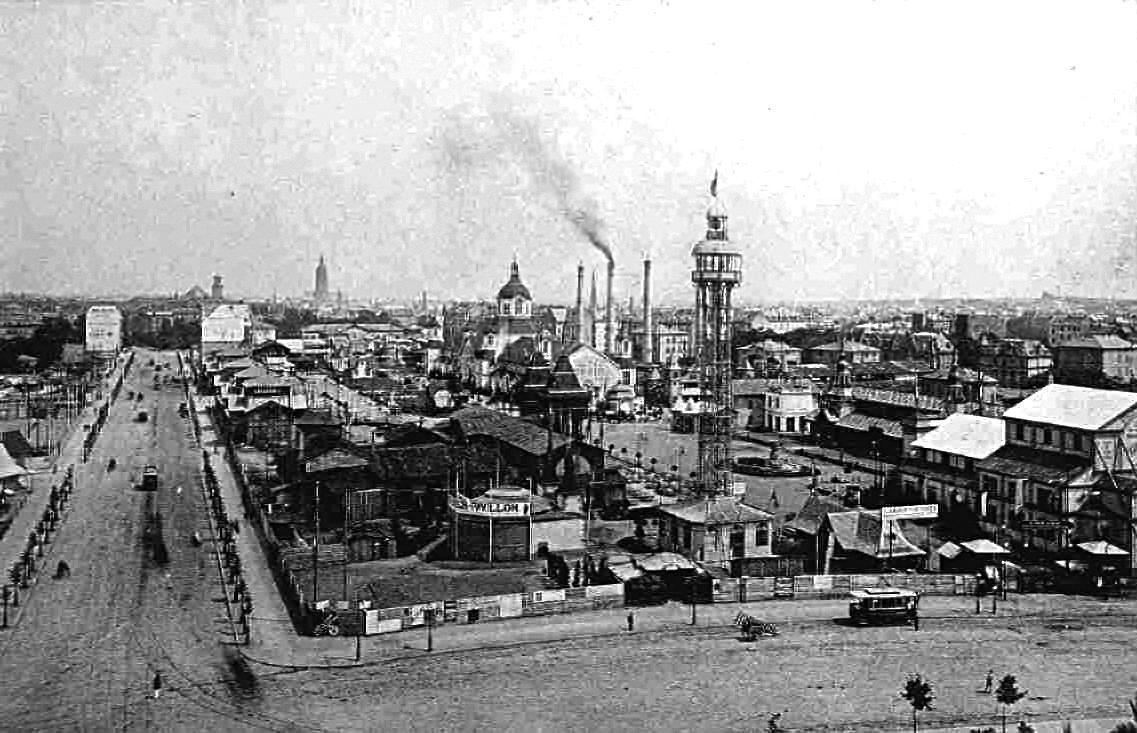
„Internationale elektrotechnische Ausstellung“ 1891 op de terreinen van het vroegere Westbahnhöfe.
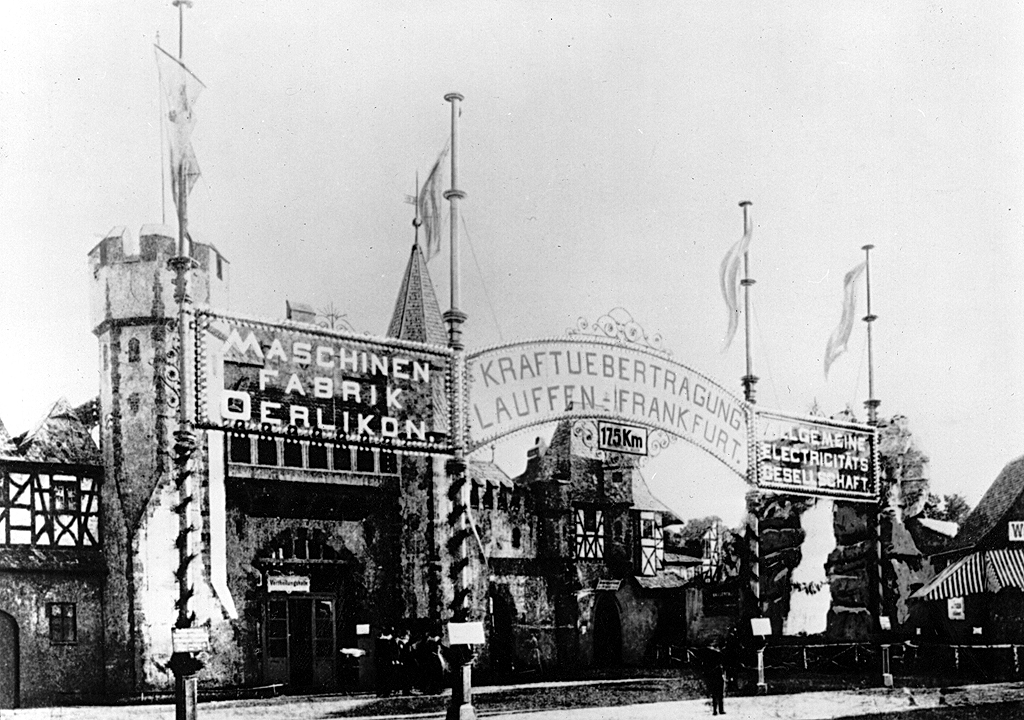
De ingang van de tentoonstelling met schild van 1000 gloeikaarsen en de kunstmatige elektrisch aangedreven waterval.
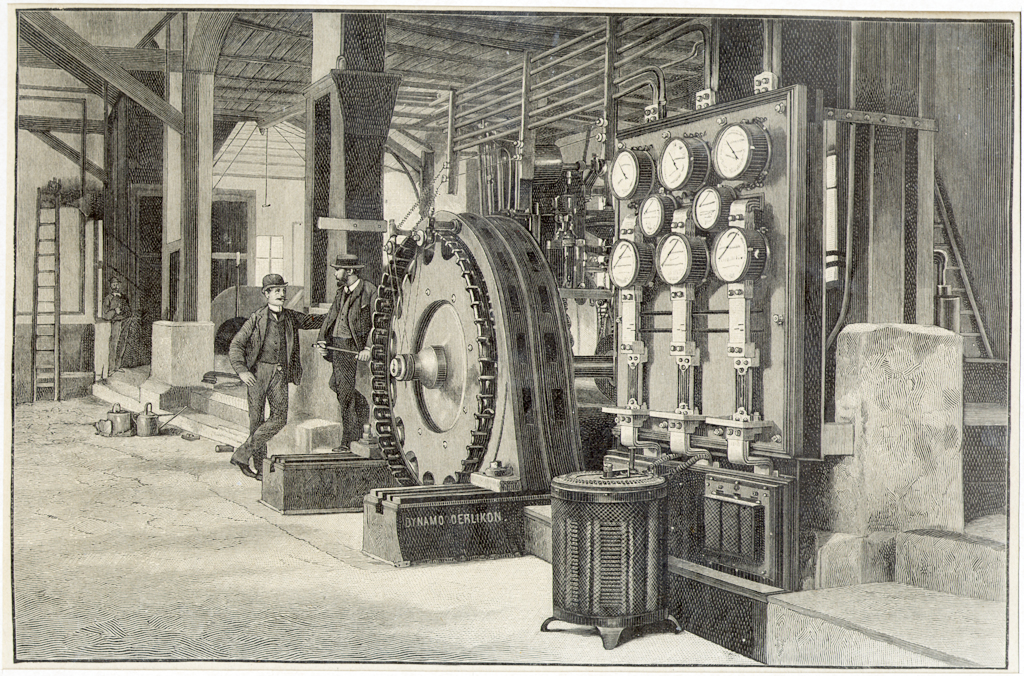
De generator van de centrale in Lauffen am Neckar.